# ديد أور ألايف 2
ديد أور ألايف 2 (بالإنجليزية:2 DEAD OR ALIVE)، هي لعبة قتال من تيكمو من سلسلة ديد أور ألايف صدرت اللعبة على الأركيد عام 1999 ودريم كاست وبلاي ستيشن 2 علم 2000 .

## معلومات عن اللعبة
بعد ثلاثة أعوام من إصدار الجزء الأول، وبعد عام من إصدار النسخة المطورة من الجزء الأول على الأركيد تم إصدار الجزء الثاني في عام 1999 على أجهزة أركيد Naomi، وقد أذهل Team NINJA اللاعبين والمختصين بالألعاب بماقدمه من جرافيك مذهل على أجهزة الأركيد. الجزء الثاني قد تغير لدرجة كبيرة عن الجزء الأول، فلم تعد هناك الـDanger Zones الأرضية كما في السابق بل أصبحت المناطق الخطرة هي الجدران وإمكانية السقوط من أماكن مرتفة إلى أماكن أخرى منخفضة، أيضا تصميم الحلبات لم يكن متشابه كما في الجزء الأول مجرد خلفيات تتغير، بل في الجزء الثاني الخلفيات تفاعلية حيث يمكنها أن تتحطم أو تضرب خصمك نحوها. تصميم الشخصيات تغير لدرجة مذهلة بسبب الجرافيك المتقن والعمل الذي قام فيه Team Ninja حيث كانت تعمل في 60 إطار بالثانية، أيضا تم إضافة شخصيات جديدة Ein وHelena وBayman بالإضافة إلى الزعيم الأخير الذي يدعى Tengu ، ومن الإضافات طور جديد شهير مأخوذ من لعبة Tekken Tag Tournament ووضعوه في DOA وهو طور الـTag (الفريق) حيث يمكنك عمل عدد من الـCombos بسرعة عن طريق التبديل بين الشخصيتين بالإضافة لعمل حركات مشتركة بين الشخصيتين. بعد عام كامل من إصدارها على الأركيد تم إصدارها على الدريم كاست وفي نفس العام أصدرتها على البلاي ستيشن 2 وقد احتوت نسخة البلاي ستيشن على مجموعة ملابس جديدة للشخصيات وشخصية سرية هي Bayman وبعدها تم إصدار النسخة المطورة على أجهزة الأركيد مرة أخرى وتسيمتها Millenium Edition

## القصة
ظهر تينغو يهدد سلامة العالم ويدعى "Gohyakumine Bankotsubo". في النهاية، «ريو هايابوسا» يقضي على التينغو، وهكذا فاز «ريو» بمسابقة ديد أور ألايف الثانية.

## الشخصيات
الشخصيات:
Ryu Hayabusa : نينجا من «عشيرة هايابوسا»، يخطط للقضاء على التينغو.
Kasumi : نينجا هاربة من عشيرة النينجا "Mugen Tenshin".
Tina : ابنة «باس» ومصارعة، تربد أن تصبح عارضة أزياء.
Jann-Lee : مقاتل يتقن فنون قتالية تدعى «جيت كون دو»، يريد إثبات مهاراته القتالية.
Lei-Fang : دي جي أمريكي ملاكم يتقن فن قتالي يدعى (موياي تاي).
Zack : دي جي أمريكي ملاكم يتقن فن قتالي يدعى (موياي تاي).
Bayman : قاتل مستأجر. (يجب فتح قفله)
Gen-Fu : سيد لفنون القتالية تدعى «شن يي» ومالك مكتبة.
Ayane : نينجا من عشيرة النينجا "Mugen Tenshin"، نخطط لأن تقتل «كاسومي» لأنها هربت من القرية.
الشخصيات الجديدة: Ein, Helena, Leon والزعيم الأخير Tengu .

## ديد أور ألايف 2 أولتيمت
بعد عامين من إصدار الجزء الثالث عادت Tecmo الثاني لك يتم إصداره على جهاز الـXbox مع تزويده بخدمة الـLive، وحصل له تجديد بالكامل وأصبح كلعبة جديدة كلياً، تم إضافة كمية ضخمة من الملابس في Ultimate وعدد مراحل كبير يصل إلى 22 مرحلة مع إضافة تعديلات على النظام القتالي باللعبة خصوصاً الصد والكاونتر وأصبحت اللعبة أسرع من سابقاتها على الرغم من أن النظام القتالي المستعمل هم نفسه الموجود في الجزء الثاني.
Dead or Alive Ultimate استعملت أشياء لم تكن موجودة في الأجزاء السابقة كالسقوط من على درج وعمل الـSlop Attacks وتقديم توضيح للقصة لم يكن موجود في الجزء الثاني بالسابق، وهو عرض البداية، وتقديم أفضل جرافيك ممكن تقديمه على جهاز الـXbox .

## روابط خارجية
- ديد أور ألايف 2 على موقع IMDb (الإنجليزية)